# Deuterocohnia bracteosa
Deuterocohnia bracteosa är en gräsväxtart som beskrevs av Walter Till och Lieselotte Hromadnik. Deuterocohnia bracteosa ingår i släktet Deuterocohnia och familjen Bromeliaceae.
Artens utbredningsområde är Bolivia. Inga underarter finns listade i Catalogue of Life.